# 太陽 (ヨルシカの曲)
「太陽」（たいよう）は、日本のロックバンドであるヨルシカの楽曲。2024年11月22日にPolydor Recordsからデジタル・シングルとして発表された。松竹配給映画『正体』の主題歌として制作された楽曲で、「太陽」をモチーフとして陽の光を蝶の羽に見立てて書かれている。

## 背景・リリース
2024年9月24日、同年11月24日に公開の映画『正体』の主題歌が「太陽」に決定したことが発表された。ヨルシカは映画の最後に流れる主題歌について始まりの一音だけで作品の持つ余韻を消し飛ばしかねないという恐怖があるとし、映画『正体』の脚本を読んだときにその恐怖を感じたことを明かしている。主題歌を担当するにあたって監督との打ち合わせで印象的だったのは「讃美歌」というワードです。受け取ったメッセージを壊さないよう丁寧に作りましたと語っている。楽曲は「太陽」をモチーフとして陽の光を蝶の羽に見立てて書かれている。本作のピアノの演奏を担当した平畑徹也は、今までの楽曲で一番シンプルなバッキングに徹していて、suisさんの歌が足をつける地面になるように心がけましたと語っている。
本作では、2020年に発売のアルバム『盗作』以来4年ぶりとなるアートディレクターの永戸鉄也とのコラボレーションが実施された。永戸は本作のミュージック・ビデオとアートワークを手がけたが、永戸もヨルシカもそれぞれ作品を見たり聞いたりしないまま独自のアプローチで作品と楽曲を完成させている。永戸が制作したコラージュ作品は、11月27日から12月1日にかけて原宿のTHE PLUGで開催された展示会『永戸鉄也 + ヨルシカ「太陽」』で展示された。また、会場内にあるQRコードを読み込むと、本作のデモ音源を聴くことができた。
11月11日、同月22日に「太陽」をデジタル・シングルとして発売することが発表され、この発表の翌日（12日）に放送されたFM802『ROCK KIDS 802-OCHIKEN Goes ON!!-』で初オンエアとなった。

## ミュージック・ビデオ
シングル発売と同日に、ヨルシカの公式YouTubeチャンネルで「太陽」のミュージック・ビデオが公開された。前述のとおり、ミュージック・ビデオは永戸鉄也とのコラボ作品となっており、永戸による「太陽」をテーマにしたコラージュ作品の制作過程を追った映像になっている。
11月25日には、映画『正体』の本編映像を使用したSpecial MVが公開された。

## 評価
音楽雑誌『ROCKIN'ON JAPAN』（2025年1月号）で、音楽ライターの小池宏和は人智を超えた、雄大な法則の中で時の流れを見つめるような、途方も無い想像力の広がりを音楽の力で描き出してみせた楽曲になっている。奇跡のような美しい出来事も、命の瞬きも残酷な事件も等しく照らして日々を形成してゆく。まさに太陽の視点を獲得してしまったかのようなn-bunaのソングライティングの高まりに震えずにはいられないと評した。
音楽ライターの森朋之は、キラッとした光を感じさせるギターサウンド、壮大なスケール感を担うストリングスなどが有機的に混ざり合い、まるで讃美歌のような草原な世界へと到達していると評した。また、森は「曲の軸」としてsuisのボーカルを挙げて決して大袈裟にならず、まるで目の前の人に語り掛けるように綴られる〈ゆっくりゆっくりと彼方へ〉というラインは、この曲の普遍的なパワーと直結していると思うと評した。

## クレジット
※出典
- suis – ボーカル
- n-buna – 作詞作曲、編曲、ギター、コーラス
- 下鶴光康 – ギター
- キタニタツヤ – ベース
- Masack – ドラム
- 平畑徹也 – ピアノ
- 村田泰子ストリングス
  - 須原杏 – ヴァイオリン
  - 須磨和声 – ヴァイオリン
  - 村田泰子 – ヴィオラ
  - 飯島奏人 – チェロ

## チャート成績
| チャート (2024年)               | 最高位 |
| ------------------------------- | ------ |
| 日本 (Japan Hot 100)            | 35     |
| 日本 (オリコンデジタルシングル) | 14     |